# Malix
Malix é uma comuna da Suíça, no Cantão Grisões, com cerca de 677 habitantes. Estende-se por uma área de 12,60 km², de densidade populacional de 54 hab/km². Confina com as seguintes comunas: Churwalden, Coira (Chur), Domat/Ems, Scheid.
A língua oficial nesta comuna é o Alemão.